# Fakaofo
Fakaofo, priješnjeg imena Bowditch Island, je atol u otočju Tokelau, u južnom dijelu Tihog oceana. Nalazi se na koordinatama 171° 15' Z, 9° 25' J, u otočju Tokelau. Površina kopna, zapravo niza otočića, je tek oko 3 km² dok se u sredini nalazi laguna površine oko 45 km².
Glavno naselje na atolu je na otočiću Fakaofo Islet, na zapadnoj strani atola. Prema zapadu je nešto veći otočić Fenua Fala Islet. Nazivi ostalih otočića koji čine atol su Teafua, Nukumatau, Nukulakia, Fenua Loa, Saumatafanga, Motu Akea, Matangi, Lalo, i Mulifenua.